# Iguassua humilis
Iguassua humilis is een hooiwagen uit de familie Gonyleptidae.